# Johnny Kapahala: Back on Board
Johnny Kapahala: Back on Board (conocida en España como Johnny Kapahala: Contracorriente 2 y en Hispanoamérica como Johnny Kapahala: De regreso a Hawaii) es una Película Original de Disney Channel dirigida por Eric Bross y protagonizada por Brandon Baker y Jake T. Austin. Se estrenó el 8 de junio de 2007 en Estados Unidos por Disney Channel, el 8 de agosto de 2009 en Disney XD Latinoamérica y el 17 de enero de 2010 en Disney Channel Latinoamérica. La película se estrenó el 26 de enero de 2008 en Disney Channel España.
Es la secuela de la película de 1999 Johnny Tsunami.

## Argumento
Johnny "Pono" Kapahala, un campeón de snowboard adolescente de Vermont, regresa a Oahu , Hawái , para la boda de su abuelo, la leyenda del surf local Johnny Tsunami. Johnny está emocionado por el matrimonio ya que anticipa tener un tío con quien pasar el rato, pero finalmente se da cuenta de que su "tío Chris" es un mocoso de 12 años.
Al día siguiente, Sam y Johnny atrapan a Chris partiendo con los Dirt Devils. Lo siguen hasta una barcaza instalada con un parque de patinaje. Antes de que Chris pueda patinar, Johnny y Sam lo muestran patinando en la barcaza. Molesto, Chris se escapa. Cuando llega a casa, se pelea con Johnny y le dice que lo deje solo. Entonces, a la mañana siguiente, Johnny va a surfear. Se encuentra con Valerie y le da una lección de surf, lo que hace que Chris se sienta celoso y molesto. Obligados a pasar el rato con Chris, Johnny y Sam lo chantajean para que los acompañe por un día. Con Val, practican el dirtboard y montan vehículos todo terreno. Para su sorpresa, Chris lo pasa bien, y él y Johnny finalmente comienzan a llevarse bien.
El grupo se dirige a un evento de dirtboard para encontrarse con Akoni Kama y posibles patrocinadores, pero los Dirt Devils expulsan a Val de su grupo por estar con Johnny y Chris, la "competencia". Chris se escapa de casa nuevamente, y cuando Johnny y Sam lo encuentran, Chris está peleando con Jared, el líder de los Dirt Devils, para unirse a su grupo. Chris acepta hacer un salto peligroso al día siguiente durante la cena de ensayo de la boda de Carla y Johnny, que también es la noche anterior a la apertura de la tienda.
Carla decide regresar a Pensilvania en una conversación con el abuelo de Johnny, que Chris escucha. Se siente culpable por causar su ruptura, pero no sabe cómo arreglarlo. Johnny luego dice que Chris tiene suerte de tener un sobrino inteligente y, finalmente, con la ayuda de Val, Sam y Johnny arreglan la tienda de surf. Deciden dejar de salir con los Dirt Devils. La apertura de la tienda del abuelo de Johnny es un gran éxito, e incluso llega el profesional de cross, Akoni Kama. Mientras tanto, al otro lado de la calle, los Dirt Devils encuentran a Troy en una acalorada discusión con el padre de Val sobre las negociaciones para que se mude a California.
Johnny y Chris finalmente llegan a un acuerdo de amistad y Chris ayuda a Johnny con la carrera describiendo el recorrido establecido por el padre de Val. La carrera comienza con Troy a la cabeza durante una gran parte del tiempo, hasta el final cuando cae al hacer uno de los tres trucos requeridos y choca contra la barrera en la línea de meta. Johnny gana y Troy es arrestado después de que la policía descubra que le dijo a Jared, quien es liberado de nuevo bajo la custodia de sus padres, que destrozara la tienda. El abuelo de Carla y Johnny finalmente deciden casarse, y ambas familias finalmente son felices.

## Reparto
- Brandon Baker - Johnny Kapahala
- Jake T. Austin - Chris
- Cary-Hiroyuki Tagawa - Abuelo Johnny Tsunami
- Rose McIver como Val
- Robyn Lively - Carla
- Yuji Okumoto - Pete
- Mary Page Keller - Melanie Kapahala
- Lil' J- Sam Sterling
- Andrew James Allen - Jared
- Phil Brown - Troy
- Chris Mulligan - Chaz
- David Rawiri Pene - Spidey
- Thomas Newman - Bo
- Ryan Williams - Rooster
- Akoni Kama - Él mismo